# Eoasthena
Eoasthena là một chi bướm đêm thuộc họ Geometridae.